# I'm Going to Tell You a Secret
I'm Going to Tell You a Secret is een documentaire die de zangeres Madonna volgt tijdens haar succesvolle Re-Invention Tour in 2004. De kijker krijgt een kijkje achter de schermen, van de dansaudities en de openingsavond tot de laatste show in Lissabon en haar bezoek aan Israël dat daarop volgt.
De film is geregisseerd door Jonas Åkerlund, die eerder de videoclips voor onder meer "Ray of Light" en "Music" maakte. De documentaire kan gezien worden als de opvolger van "In Bed with Madonna" (in de VS uitgebracht onder de titel "Truth or Dare"), uitgebracht in 1991 na The Blond Ambition Tour. In beide films zijn de backstage-scènes in zwart/wit en de live-optredens in kleur.
De film was voor het eerst te zien op MTV in de Verenigde Staten op 21 oktober 2005, zonder reclameonderbrekingen. Op 16 juni 2006 werd ze in Nederland uitgebracht als cd+dvd (in cd-hoes) en dvd+cd (dvd-hoes).

## Tracklist dvd
Live optredens van "Vogue", "American Life", "Mother and Father", "Nobody Knows Me", "Music", "Hollywood" (remix), "Lament", "Like a Prayer", "Holiday" en "Imagine".

## Cd
- "The Beast Within"
- "Vogue"
- "Nobody Knows Me"
- "American Life"
- "Hollywood" (Remix)
- "Die Another Day"
- "Lament"
- "Like A Prayer"
- "Imagine"
- "Mother And Father"
- "Susan MacLeod/Into the Groove"
- "Music"
- "Holiday"
- "I Love New York" (Demo Version)